# Агнотологія
Агнотологія — наука, що займається дослідженням свідомих дій з дезорієнтації та введення в оману людей. Як правило, подібні дії націлені на продаж продукту або на отримання будь-якої вигоди.
Слово походить від грецького "agnōsis" - "незнання", плюс суфікс "-logy" (науку, наука). Це слово в ужиток ввів професор Стенфордського університету, фахівець з історії науки та технологій Роберт Ніл Проктор у 1995 році у своїй книзі «Війна проти раку: Як політика формує наше знання і незнання про рак».
У 1979 році була розсекречена записка, що належить тютюновому виробнику Brown & Williamson. Насправді вона була складена десятьма роками раніше і містила опис цілого набору прийомів, які дозволяли успішно протистояти антисигаретним акціям. Там є цікавий розділ, який вчить породжувати сумніви в головах споживачів. На думку власників тютюнового бізнесу, частина людей знає, що сигарети - це зло, частина людей сумнівається. Однак, якщо існує хоч один спосіб викликати суперечку і полеміку, у виробника є всі передумови перетягнути на свій бік тих, хто сумнівається.
Професор історії Стенфордського Університету Роберт Проктор зацікавився цим випадком. Він вирішив з'ясувати, яким чином виробники сигарет намагалися переконати людей, що куріння не спричиняє рак. У результаті з'ясувалося, що на приховування реальних фактів про шкоду тютюнового диму були витрачені мільярди доларів. І поки вчений провадив своє незалежне розслідування, він зміг виділити окрему науку, яка розглядає, яким чином у суспільстві споживачів культивується невігластво. Таким чином, з'явилася агнотологія, що вивчає введення в оману.
Давньогрецька мова дала світові відомий термін «онтологія», виділений в окремий філософський розділ. Він вивчає основоположні принципи людського буття. Ще одне грецьке слово agnosis означає «незнання». За допомогою лінгвіста Ієни Боель Роберт Проктор з'єднав два цих слова й отримав термін, що позначає науку, яка займається вивченням поширення інформаційної дезорієнтації. Як правило, подібні заходи застосовуються з метою отримання вигоди при продажу товарів масового споживання і в проведенні рекламних компаній.